# Charles Lee (avocat)
Pour les articles homonymes, voir Charles Lee.
Charles Lee, né en 1758 et mort le 24 juin 1815, était un avocat américain originaire de Virginie, qui fut procureur général des États-Unis de 1795 à 1801.

## Biographie
Il est le 3e des onze enfants de ses parents Henry Lee et Lucy Grymes, qui possèdent une plantation dans le comté de Prince William, dans la colonie de Virginie. Il est diplômé en 1775 du Collège du New Jersey, devenu par la suite l'université de Princeton, puis exerce le droit à Philadelphie, avant de revenir en Virginie.
Il épouse Anne Lee (l'une de ses cousines), en 1789, dont il aura six enfants. Après la mort de son épouse en 1804, il se remarie à Margaret Scott, dont il aura trois enfants.
Le président, George Washington, le nomme Attorney General après la mort de William Bradford. Le Sénat approuve sa nomination et il entame son mandat le 10 décembre 1795, et sert jusqu'à la fin du mandat de Washington. Il est maintenu par son successeur John Adams et reste à ce poste pendant toute la durée de son mandat, jusqu'au 19 février 1801.
Après avoir quitté son poste de procureur général, il devient officier du port situé sur le Potomac et l'un des plus éminents avocats de la Virginie et du district de Columbia.
Il représente notamment William Marbury et d'autres fonctionnaires nommés par John Adams dans le cas Marbury v. Madison, cas emblématique et historique porté devant la Cour suprême des États-Unis face à l'administration de Jefferson.
Il décline l'offre de Thomas Jefferson de le nommer à la Cour suprême des États-Unis.
Il meurt en 1815 en Virginie, à l'âge de 56 ou 57 ans, et y est enterré.

## Source
- (en) Cet article est partiellement ou en totalité issu de l’article de Wikipédia en anglais intitulé « Charles Lee (Attorney General) » (voir la liste des auteurs).